# Evelin Mercado
Evelin Mercado (* 27. März 2003) ist eine ecuadorianische Leichtathletin, die sich auf den Sprint spezialisiert hat.

## Sportliche Laufbahn
Erste internationale Erfahrungen sammelte Evelin Mercado im Jahr 2021, als sie bei den Südamerikameisterschaften im heimischen Guayaquil in 3:44,47 min den vierten Platz mit der ecuadorianischen 4-mal-400-Meter-Staffel belegte und in der erstmals ausgetragenen Mixed-Staffel in 3:27,97 min gemeinsam mit Colorado Anderson, Alan Minda und Virginia Villalba die Bronzemedaille hinter den Teams aus Kolumbien und Argentinien gewann. Anschließend scheiterte sie bei den U20-Südamerikameisterschaften in Lima mit 13,43 s in der ersten Runde über 100 m und daraufhin verpasste sie bei den U20-Weltmeisterschaften in Nairobi mit 3:31,90 min den Finaleinzug in der Mixed-Staffel. Mitte Oktober belegte sie bei den U23-Südamerikameisterschaften in Guayaquil in 57,02 s den sechsten Platz über 400 m, gewann in der Mixed-Staffel in 3:39,19 min die Silbermedaille hinter Brasilien und belegte in der 4-mal-400-Meter-Staffel in 3:47,85 min den vierten Platz. Im Jahr darauf belegte sie bei den Jugegos Bolivarianos in Valledupar in 55,81 s den siebten Platz über 400 Meter und gewann in 45,55 s die Bronzemedaille in der 4-mal-100-Meter-Staffel hinter den Teams aus Kolumbien und Chile und auch mit der 4-mal-400-Meter-Staffel musste sie sich in 3:37,84 min diesen beiden Teams geschlagen geben. Im August verpasste sie bei den U20-Weltmeisterschaften in Cali mit 3:53,46 min den Finaleinzug in der 4-mal-400-Meter-Staffel und in der Mixed-Staffel schied sie mit 3:20,65 min im Vorlauf aus. Ende September belegte sie bei den U23-Südamerikameisterschaften in Cascavel in 56,62 s den fünften Platz über 400 Meter und siegte in 3:23,28 min in der Mixed-Staffel. Zudem gewann sie in 3:47,12 min die Silbermedaille in der 4-mal-400-Meter-Staffel hinter dem brasilianischen Team. Kurz darauf gewann sie bei den Südamerikaspielen in Asunción in 3:22,27 min gemeinsam mit Alan Minda, Francisco Guerrero und Nicole Caicedo die Silbermedaille in der Mixed-Staffel hinter dem Team aus Brasilien und mit der Frauenstaffel belegte sie in 3:39,87 min den vierten Platz.
2023 verhalf sie der 4-mal-100-Meter-Staffel bei den Panamerikanischen Spielen in Santiago de Chile zum Finaleinzug und belegte dort mit der 4-mal-400-Meter-Staffel in 3:35,76 min den vierten Platz. Im Jahr darauf gewann sie bei den Ibero-Amerikanischen Meisterschaften in Cuiabá in 3:17,85 min die Silbermedaille in der Mixed-Staffel und sicherte sich mit der Frauenstaffel in 3:33,71 min die Bronzemedaille hinter Brasilien und Kolumbien. Zudem belegte sie mit der 4-mal-100-Meter-Staffel in 45,47 s den sechsten Platz. Im September gewann sie bei den U23-Südamerikameisterschaften in Bucaramanga in 53,56 s die Bronzemedaille über 400 Meter hinter der Brasilianerin Érica Barbosa Cavalheiro und Nahomy Castro aus Kolumbien. Über 200 Meter belegte sie in 24,71 s den fünften Platz. 2025 belegte sie bei den Südamerikameisterschaften in Mar del Plata in 56,45 s den siebten Platz über 400 Meter und gelangte in der Mixed-Staffel mit 3:42,29 min auf den fünften Platz. Zudem wurde sie mit der Frauenstaffel in 3:42,29 min Vierte.
2023 wurde Mercado ecuadorianische Meisterin im 400-Meter-Lauf sowie 2021 und in der 4-mal-100-Meter-Staffel sowie 2023 in der Mixed-Staffel.

## Persönliche Bestzeiten
- 100 Meter; 11,80 s (0,0 m/s), 22. Mai 2021 in Quito
- 200 Meter: 23,83 s (+1,2 m/s), 7. April 2024 in Quito
- 400 Meter: 53,56 s, 28. September 2024 in Bucaramanga